# Calciatori della nazionale bahamense
In questa lista sono raccolti i calciatori che hanno rappresentato in almeno una partita la Nazionale bahamense. In grassetto i calciatori ancora in attività.
Statistiche aggiornate al giugno 2012.
| Nome                       | Presenze | Reti | Esordio | Ultima partita |
| -------------------------- | -------- | ---- | ------- | -------------- |
| Mackenson Altidor          | 6        | 0    | 2004    | 2011           |
| Denardo Bain               | ?        | ?    | 2000    | 2000           |
| Stephen Bellot             | ?        | ?    | 2000    | 2000           |
| Daron Beneby               | 8        | 0    | 2006    | 2008           |
| Michael Bethel             | 6        | 1    | 2008    | 2011           |
| Vandyke Bethel             | ?        | ?    | 2000    | 2000           |
| Vaughn Bethell             | 5        | 0    | 2004    | 2006           |
| Erik Carroll               | 1        | -?   | 2015    |                |
| Che-Tousaint Chase         | 2        | 0    | 2006    | 2006           |
| Gavin Christie             | 10+      | 1+   | 2000    |                |
| Isiah Collie               | 1        | 0    | 2015    |                |
| Theron Davis               | 2        | 0    | 2004    | 2004           |
| Kamal Degregory            | 9        | 0    | 2004    | 2008           |
| Villard Fenelus            | 1        | 0    | 2006    |                |
| Torin Ferguson             | 1        | 0    | 2006    |                |
| Dwayne Forbes              | 3        | 0    | 2008    |                |
| Christopher Godet          | 1        | 0    | 2015    |                |
| Happy Hall                 | 10       | 1    | 2006    | 2008           |
| Anton Haven                | ?        | ?    | 2000    | 2000           |
| Lionel Haven               | ?        | ?    | 1987    |                |
| Cameron Hepple             | 12       | 1    | 2004    |                |
| Damani Horton              | 3        | 1    | 2004    | 2008           |
| Nesley Jean                | 11       | 5    | 2004    |                |
| Christopher Larson         | 1        | 0    | 2011    |                |
| Jackner Louis              | 1        | 1    | 2011    |                |
| George Maillis             | ?        | ?    | 2000    | 2000           |
| Peron Major                | ?        | ?    | 2000    | 2000           |
| Dwayne McKenzie            | 1        | 0    | 2004    | 2004           |
| Trevor McKenzie            | 2        | 0    | 2004    | 2004           |
| Demont Mitchell            | 6        | 1    | 2008    | 2011           |
| Denair Mitchell            | 1        | 0    | 2008    |                |
| Ryan Moseley               | 5        | 2    | 2006    | 2006           |
| George Moussis             | 2+       | 0+   | 2000    | 2004           |
| Harvey Mullings            | 1+       | 0+   | 2000    | 2004           |
| Dallas Nassies             | 2        | 1    | 2006    | 2006           |
| Damien Neville             | 2+       | 0+   | 2000    |                |
| Sean Neville               | 2        | 0    | 2006    | 2006           |
| Andrew Pratt               | 1        | 0    | 2011    |                |
| Bernard Rahming            | 6        | 0    | 2006    | 2006           |
| Shivargo Rolle             | 1        | 0    | 2004    | 2004           |
| Anthony Russell            | ?        | ?    | 2000    | 2000           |
| Anton Sealey               | 2        | 0    | 2011    |                |
| Connor Sheehan             | 4        | 0    | 2008    | 2008           |
| Carlos Smith               | ?        | -?   | 2001    | 2003           |
| Julian Smith               | 2        | 0    | 2004    | 2006           |
| Lesly St. Fleur            | 11       | 6    | 2006    |                |
| Raymorn Sturrup            | 2        | 0    | 2011    | 2011           |
| Raynaldo Sturrup           | 2        | 0    | 2011    | 2011           |
| Deron Swaby                | 8        | 0    | 2004    | 2006           |
| Jonathan Sykes             | 2        | 0    | 2011    | 2011           |
| Shemord Thompson           | 8        | 1    | 2006    | 2011           |
| Dexter Thurston            | ?        | ?    | 2000    |                |
| Vishnu Turnquest           | ?        | ?    | 2000    |                |
| Alex Vanderpool-Wallace    | 2        | 0    | 2008    |                |
| Vincent Vanderpool-Wallace | 1        | 0    | 2008    | 2008           |
| Dana Veth                  | 4        | 0    | 2008    | 2011           |
| Dwayne Whylly              | 11       | -?   | 2004    |                |
| Kyle Williams              | 2        | 0    | 2008    | 2008           |
| Devaughn Williamson        | 1        | 0    | 2015    |                |